# Dasyhelea maricola
Dasyhelea maricola är en tvåvingeart som beskrevs av Remm 1993. Dasyhelea maricola ingår i släktet Dasyhelea och familjen svidknott. Inga underarter finns listade i Catalogue of Life.